# Anžela Nedjalkova
Anžela Nedjalkova (in bulgaro Анжела Недялкова?; Sofia, 2 marzo 1991) è un'attrice bulgara.

## Carriera
Inizia la sua carriera d'attrice nel 2009 debuttando all'interno della pellicola Eastern Plays; nel 2011 ottiene il suo primo ruolo da protagonista nel film bulgaro Avé. Nel 2014 ha interpretato il personaggio di Shelli nel film Rapsodia bulgara. Nel 2014 ha recitato nel film olandese The Paradise Suite, che gli è valso una menzione speciale e un premio. Nel 2017 è stata scelta da Danny Boyle per interpretare la parte di Veronika nel film T2 Trainspotting.

## Filmografia parziale

### Cinema
- Eastern Plays, regia di Kamen Kalev (2009)
- Avé, regia di Konstantin Bojanov (2011)
- The Sixth Day, regia di Vladislav Radev (2013)
- Rapsodia bulgara, regia di Ivan Nichev (2014)
- The Paradise Suite, regia di Joost van Ginkel (2015)
- The Petrov File, regia di Georgi Balabanov (2015)
- T2 Trainspotting, regia di Danny Boyle (2017)
- Ibiza, regia di Alex Richanbach (2018)

## Riconoscimenti
- Festival Internazionale del Cinema di Sofia
  - 2016 – Menzione speciale per The Paradise Suite
- SUBTITLE European Film Festival
  - 2015 – Angela Award come migliore attrice per The Paradise Suite